# تقسیمات کشوری لسوتو
لسوتو به ۱۰ ناحیه تقسیم شده است که هر یک توسط یک مدیر ناحیه اداره می‌شود. مرکز هر ناحیه، که به آن «کمپ‌تاون» گفته می‌شود، به عنوان مرکز اداری ناحیه عمل می‌کند.

## نواحی
لسوتو از ۱۰ ناحیه تشکیل شده است که عبارتند از:
| کلید | ناحیه      | مرکز ناحیه | جمعیت (سرشماری ۲۰۰۶) | مساحت (km²) |
| ---- | ---------- | ---------- | -------------------- | ----------- |
| ۱    | برئا       | تیاتیاننگ  | ۲۴۸٬۲۲۵              | ۲٬۲۲۲       |
| ۲    | بوتا-بوته  | بوتا-بوته  | ۱۰۹٬۱۳۹              | ۱٬۷۶۷       |
| ۳    | لریبه      | هلاسته     | ۲۹۶٬۶۷۳              | ۲٬۸۲۸       |
| ۴    | مافتنگ     | مافتنگ     | ۱۹۲٬۷۹۵              | ۲٬۱۱۹       |
| ۵    | ماسرو      | ماسرو      | ۴۳۶٬۳۹۹              | ۴٬۲۷۹       |
| ۶    | موهالس هوک | موهالس هوک | ۱۷۳٬۷۰۶              | ۳٬۵۳۰       |
| ۷    | موکات‌لانگ  | موکات‌لانگ  | ۹۵٬۳۳۲               | ۴٬۰۷۵       |
| ۸    | نک قچا     | نک قچا     | ۷۱٬۷۵۶               | ۲٬۳۴۹       |
| ۹    | قوتینگ     | قوتینگ     | ۱۱۹٬۸۱۱              | ۲٬۹۱۶       |
| ۱۰   | تهبا-تسکا  | تهبا-تسکا  | ۱۲۸٬۸۸۵              | ۴٬۲۷۰       |

## شوراهای روستایی
هر ناحیه به چندین شورای محلی یا جامعه روستایی تقسیم می‌شود.